# Колп (Илиноис)
Колп (енгл. Colp) град је у америчкој савезној држави Илиноис.

## Демографија
По попису из 2010. године број становника је 225, што је 1 (0,4%) становника више него 2000. године.
| Група             | 2000.       | 2010.       |
| Белци             | 171 (76,3%) | 167 (74,2%) |
| Афроамериканци    | 48 (21,4%)  | 43 (19,1%)  |
| Азијати           | 0 (0,0%)    | 1 (0,4%)    |
| Хиспаноамериканци | 0 (0,0%)    | 3 (1,3%)    |
| Укупно            | 224         | 225         |